# South Park Mexican
Carlos Coy, född den 5 oktober 1970[källa behövs], mer känd under artistnamnet South Park Mexican, är en amerikansk rappare. 
Han är dömd till 45 års fängelse för sexuellt övergrepp på barn 2002. Han sitter på fängelset James V. Allred Unit i Iowa Park i Texas.

## Album
- Hillwood (1992)
- Hustle Town (1995)
- Power Moves (1997)
- The 3rd Wish (1999)
- The Purity Album (2000)
- Time Is Money (2000)
- Never Change (2001)
- Reveille Park (2002)
- When Devils Strike (2006)
- The Last Chair Violinist (2008)